# Lista de codinomes usados pela Microsoft
Nesta lista encontra-se os codinomes dados pela Microsoft para os produtos que foram desenvolvidos antes do período final (chamadas de Alpha, Beta, Release Candidate, entre outros).
Houve um sugestão de que a Microsoft poderia definir o nome real de seus produtos no início do ciclo de desenvolvimento do produto, evitando a necessidade dos codinomes

## Windows 3.1x/9x
| Codinome                     | Nome preliminar | Nome Final | Notas |
| ---------------------------- | --------------- | --- | --- |
| Janus                        |                 | Windows 3.1 | |
| Kato, Sparta                 |                 | Windows para grupos de trabalho 3.1 | |
| Snowball (Bola de neve) (LB) |                 | Windows para grupos de trabalho 3.11 | |
| Chicago/Cougar               | Windows 4.0     | Windows 95 | A Microsoft tinha o codinome original para Windows 95, Cougar. Na terceira versão beta, a Microsoft mudou o codinome para Chicago. Isto pode ser comprovado, pois há insinuações de betas Cougar no início do projeto Chicago (que vazaram). |
| O'Hare                       |                 | Internet Explorer, pela primeira vez no Microsoft Plus! para Windows 95 | O codinome O'Haretem laços com o codinome Chicago para Windows 95: Aeroporto Internacional O'Hareé o maior aeroporto da cidade de Chicago, Illinois — na palavra da Microsoft, "um ponto de partida para lugares distantes de Chicago".      |
| Frosting                     |                 | Microsoft Plus! para Windows 95 | |
| Detroit                      |                 | Windows 95 OSR 2 | Nomeado após Detroit, Michigan. Um escritor do Maximum PC sugeriu que "Detroit" e outros nomes da era Windows 95 era as respostas para a questão posta pela campanha de marketing da Microsoft "Onde você quer ir Hoje?".                    |
| Nashville                    | Windows 96      | Windows Desktop Update, Internet Explorer 4.0 | Atualização cancelada para o Windows 95; algumas vezes referida na empresa como Windows 96. O codinome foi reutilizado para o Internet Explorer 4.0 que incorporado muitas das tecnologias planejadas para Nashville.                        |
| Windows 97, Windows 4.1      | Windows 98      | O codinome foi a chave para ativar um Ovo de Páscoa no Windows 98: - abra a "Data e Hora" no painel de Controle; - vai para a aba "Fuso Horário"; - aperte o botão Control e arraste uma linha com o cursor do mouse de Memphis, Egypt (pu talvez Cairo, codinome do Windows NT 4 - o mapa é muito pequeno para dizer) para Memphis, Tennessee. Ainda com o Control apertado, arraste outra linha de Memphis para Redmond, Washington; - a janela abrirá com os créditos do Windows 98. | |
| Dolly                        |                 | Windows 98 OEM/Corporate image cloning utility | Dolly se refere a ovelha Dolly, a primeira ovelha a ser clonada. |
|                              | Millennium      | Windows Me | Me significa Millennium Edition (edição do milênio) |

## Família Windows CE
| Codinome                                  | Nome preliminar    | Nome final              | Notas |
| ----------------------------------------- | ------------------ | ----------------------- | --- |
| Pegasus, Alder                            |                    | Windows CE 1.0          | (lançado em novembro de 1996) |
| Mercury, Apollo                           |                    | Windows CE 2.0          | (lançado em novembro de 1997) |
| Birch, Gryphon                            |                    | Windows CE 2.1          | |
| Wyvern, Júpiter, Orion, Hermes, Goldeneye |                    | Windows CE 2.11         | |
| Cedar, Galileo, Rapier, Merlin, Stinger   |                    | Windows CE 3.0          | (lançado em abril de 2000) |
| Talisker                                  | Windows CE .NET    | Windows CE 4.0          | (lançado em 7 de janeiro de 2002) |
| Jameson                                   |                    | Windows CE 4.1          | (lançado em Junho de 2002) |
| McKendric                                 |                    | Windows CE 4.2          | (released April 23, 2003) |
| Ozone                                     |                    | Windows Mobile 2003     | (lançado em 23 de junho de 2003, com tecnologia Windows CE 4.20) |
| Atualização Ozone                         |                    | Windows Mobile 2003 SE  | (lançado em 24de março de 2004, com tecnologia Windows CE 4.21) |
| Macallan                                  |                    | Windows CE 5.0          | (lançado em 9 de julho de 2004) |
| Magneto                                   |                    | Windows Mobile 5.0      | O Windows Mobile 5.0 foi oficialmente anunciado na Microsoft's Mobile and Embedded Developers Conference em 2005 em Las Vegas, dias 9 a 12 de Maio de 2005. (baseado no Windows CE 5.0) |
| Crossbow                                  | Windows Mobile 6.0 | Windows Mobile 6.0      | atualização do Mobile 5.0, lançado no dia 12 de fevereiro de 2007 |
| Yamazaki                                  | Windows CE 6.0     | Windows Embedded CE 6.0 | |
| Photon                                    | Windows Mobile 7.0 |                         | Maior atualização da plataforma, juntando Smartphone e Pocket PC. Esperado para 2010. (baseado no Windows CE 6.0)                                                                       |